# Подставка для ёлки

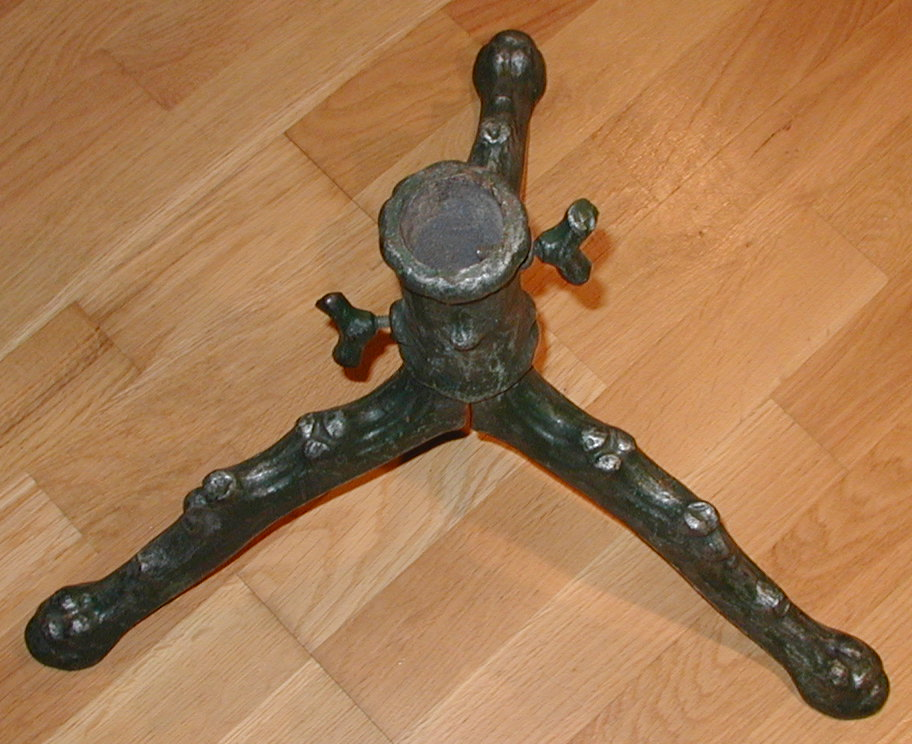
Подставка для ёлки

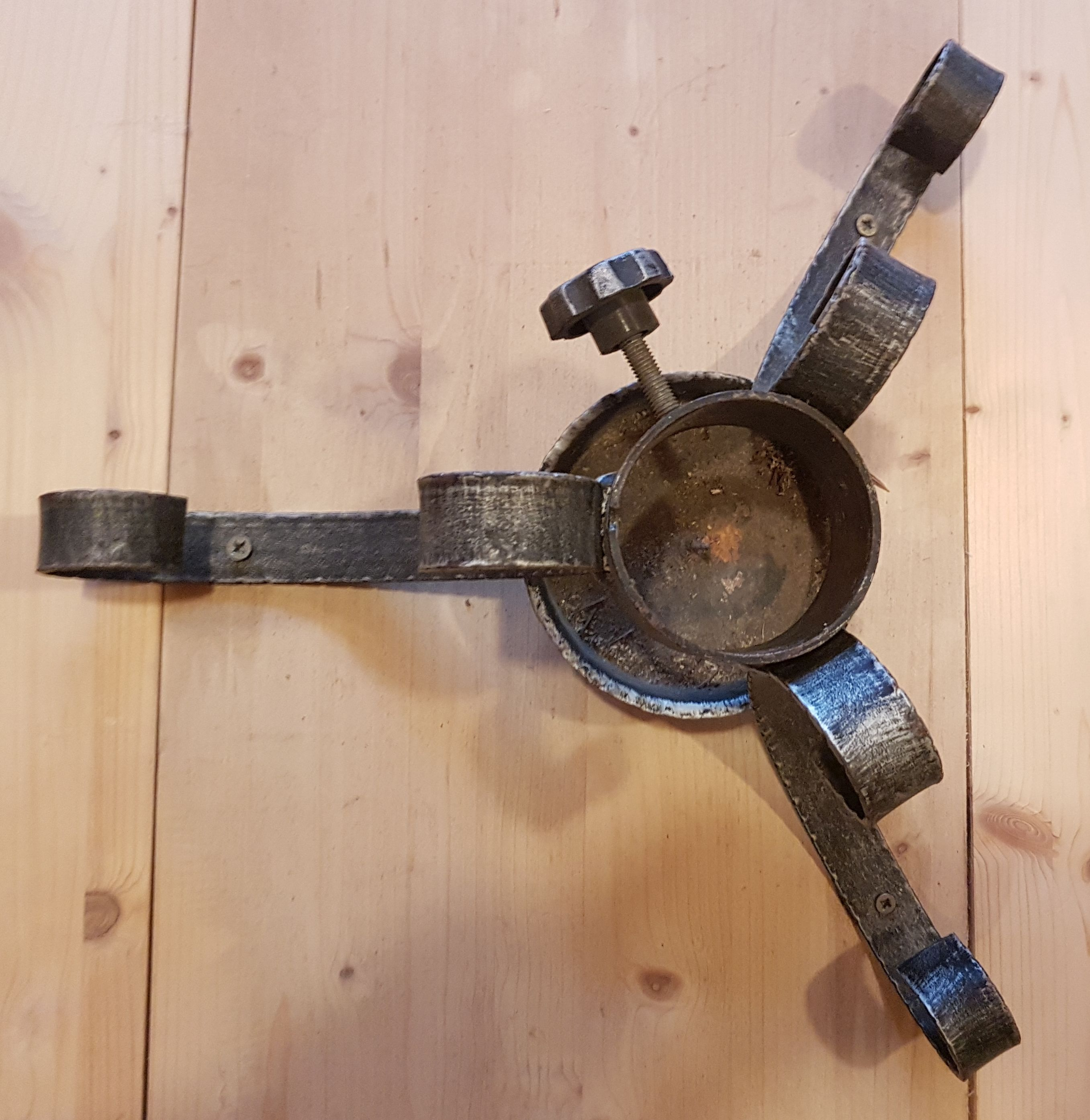
Металлическая подставка для ёлки

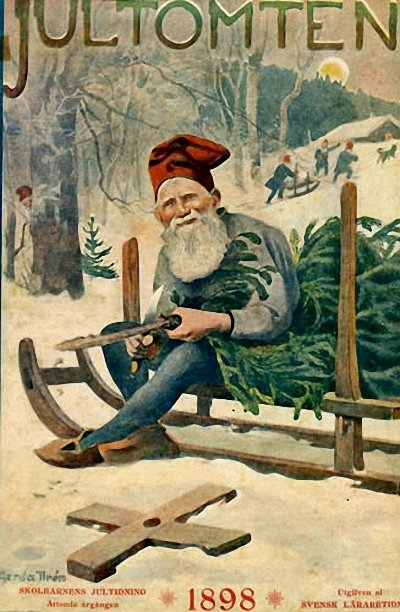
Деревянная крестообразная подставка для ёлки

Деревянная подставка для ёлки 1899 года

Подста́вка для (нового́дней/рожде́ственской) ёлки — подставка, предназначенная для поддержки натуральной или искусственной новогодней (рождественской) ёлки. Для крепления ёлки до XIX века использовались различные устройства, изначально не предназначенные для этого. Первое упоминание предназначенного для таких целей устройства датируется 1876 годом. Дизайн устройств менялся с годами. Подставки, предназначенные для натуральных ёлок, имеют резервуар с водой. Некоторые подставки имеют ценность на вторичном рынке антиквариата. В 2019 году в Германии открылся музей подставок для ёлок.

## История
Первое упоминание подставки под рождественское дерево встречается в описании ёлки из Эльзаса 1604 года: «Вокруг него обычно делают четырёхугольную рамку…». Продолжение текста утеряно, но скорее всего имелась в виду простейшая форма деревянного крепежа или же распространённые позднее «садики» — деревянные квадраты, внутрь которых укладывали мох и камни:62.
Для крепления ёлок до XIX века использовали различные устройства: заполненные песком кадушки и бочки, примитивные конструкции из скрещённых деревянных дощечек, дубовые чурбаки с пробуренным отверстием под ствол ёлки, низкую скамейку для дойки коров с прорезанным отверстием в сиденье и даже выдолбленную кормовую свеклу:62.
Специальные подставки для ёлок существуют по крайней мере с 1876 года, когда журнал Arthur’s Illustrated Home Magazine предложил превратить подставку для рождественской ёлки в подставку для цветов. В том же году Герман Альбрехт из Филадельфии, штат Пенсильвания, получил два патента США на подставку для рождественской ёлки. В 1892 году плотник Эдвард Смит предложил самодельную подставку для рождественской ёлки.

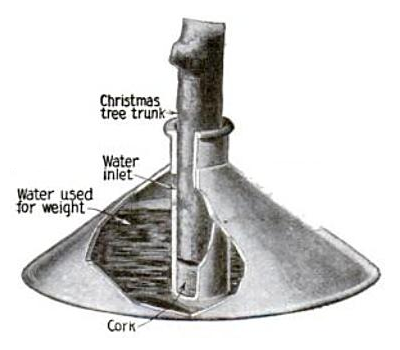
Подставка для рождественской ёлки, представленная в журнале Popular Science в 1919 году

В 1919 году в американском ежемесячном журнале Popular Science была размещена заметка о новом типе подставки для рождественской ёлки. Она имела широкое основание в форме конуса, которое включало в себя резервуар для воды. Вода, помещенная в резервуар из оцинкованного железа, придавала значительный вес подставке для устойчивости ёлки. Также благодаря воде ёлка оставалась свежей и зелёной гораздо дольше.

## Дизайн и разновидности
Типичные для Германии в конце XIX века подставки выглядели следующем образом (основываясь на сохранившемся экземпляре): металлический держатель в виде цилиндра, укрепленного шурупом на литом массивном квадратном основании. В верхнюю часть цилиндра ввёрнуты три шурупа-фиксатора. Квадратное основание таких подставок делалось цельным или фигурным. Как правило они украшались рождественской символикой — ёлками и еловыми ветками, ангелами, звёздами, свечами, шишками, надписями, изображениями характерных для Германии животных, сказочных персонажей и так далее. Образцы XIX века демонстрируют богатство декора и вычурность деталей:62.
Ныне подставки делают пластиковыми, деревянными или металлическими. Подставки из металла более износостойкие, их делают с прорезиненными «ножками», защищающими пол от царапин. Некоторые производители вместе с ёлкой продают и декоративные конструкции — плетёные корзины для декорирования подставки ёлки.

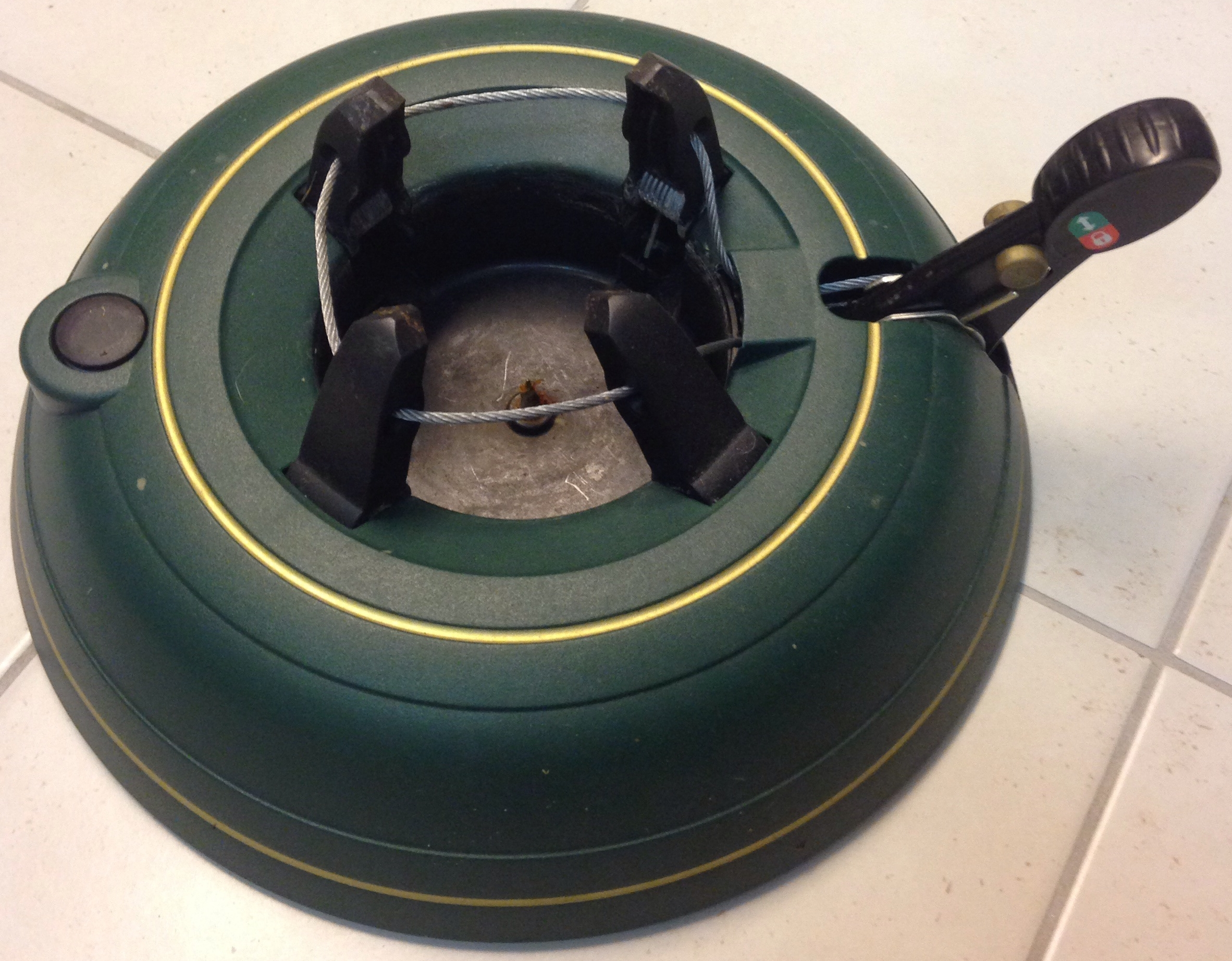
Подставка для рождественской ёлки с резервуаром для воды

Подставки для ёлок, предназначенные для натуральных деревьев, часто имеют резервуар для воды. Для большей долговечности натуральной ёлки следует использовать большой резервуар с водой. Фитопатолог из Университета штата Вашингтон Гэри Частагнер провел исследование различных моделей подставок для рождественских ёлок и обнаружил, что только шесть из 22 протестированных различных подставок имели достаточную ёмкость для воды для ёлок со стволом диаметром более 10 см.
Подставки для ёлок иногда играли более специализированную роль, когда речь заходила об алюминиевых рождественских ёлках. Распространённым методом подсветки этих искусственных рождественских ёлок было напольное «цветовое колесо», которое размещалось под ёлкой. Цветовое колесо представляло собой разноцветные сегменты на прозрачном пластиковом колесе, при включении колесо вращалось, и свет проникал сквозь прозрачный пластик, отбрасывая множество цветов на металлические ветви ёлки.

## Прочие использования
Некоторые подставки для рождественских елок были оформлены в уникальном стиле и имеют ценность на вторичном рынке антиквариата. Одним из примеров является декоративная подставка для рождественской ёлки 1950-х годов, разработанная Национальной ассоциацией производителей одежды и изготовленная из литографированной жести с праздничным дизайном. Подставка для рождественской ёлки с литографированным жестяным дизайном может стоить до 250 долларов на открытом рынке.

## Музей
В 2019 году в немецком городе Мюлаккер был открыт музей, посвящённый подставкам для ёлки. В коллекцию музея входят более 300 экспонатов из изначальной коллекции (состоящей из 1200). Её собирала местная жительница на протяжении 20 лет.